# Gröbming
Gröbming ist eine Marktgemeinde mit 3202 Einwohnern (Stand 1. Jänner 2025) und Verwaltungssitz der Expositur Gröbming im Bezirk Liezen (Gerichtsbezirk Schladming), im österreichischen Bundesland Steiermark.
Gröbming gehört zur UNESCO-Welterbestätte Kulturlandschaft Hallstatt–Dachstein/Salzkammergut.

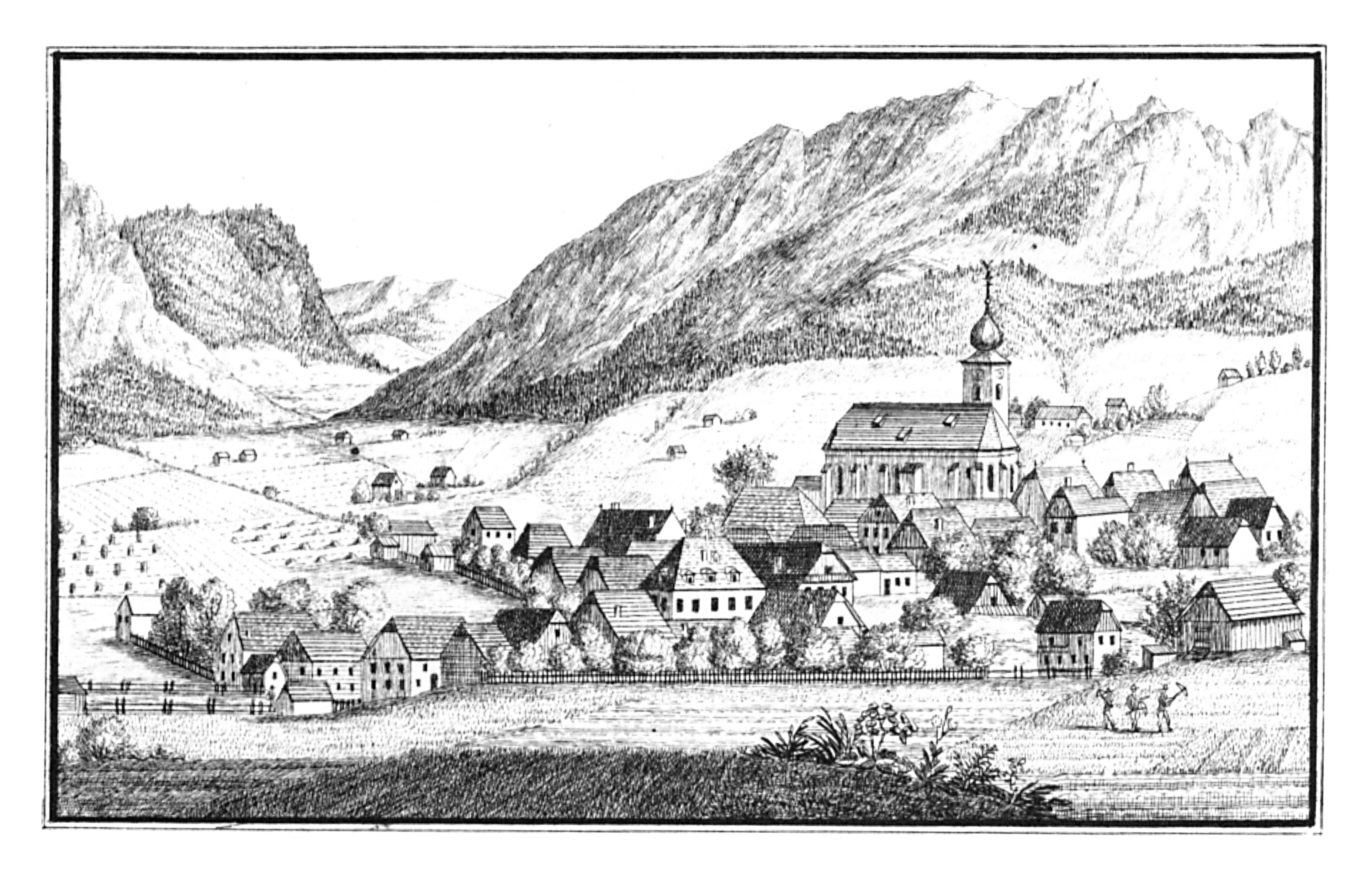
Gröbming um 1830,
Lith. Anstalt J.F. Kaiser, Graz

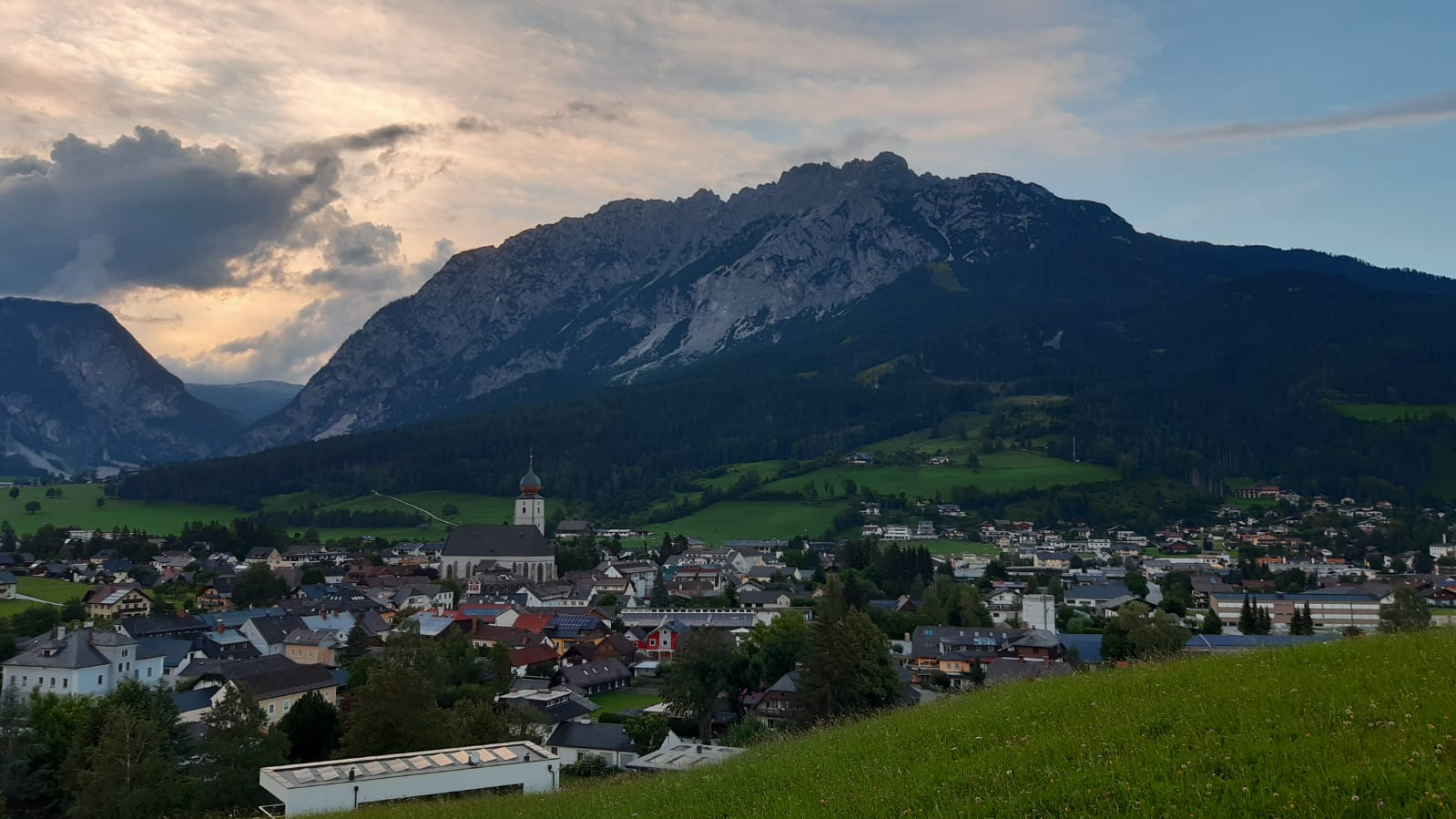
Blick über den Ort Gröbming auf den Kammspitz.

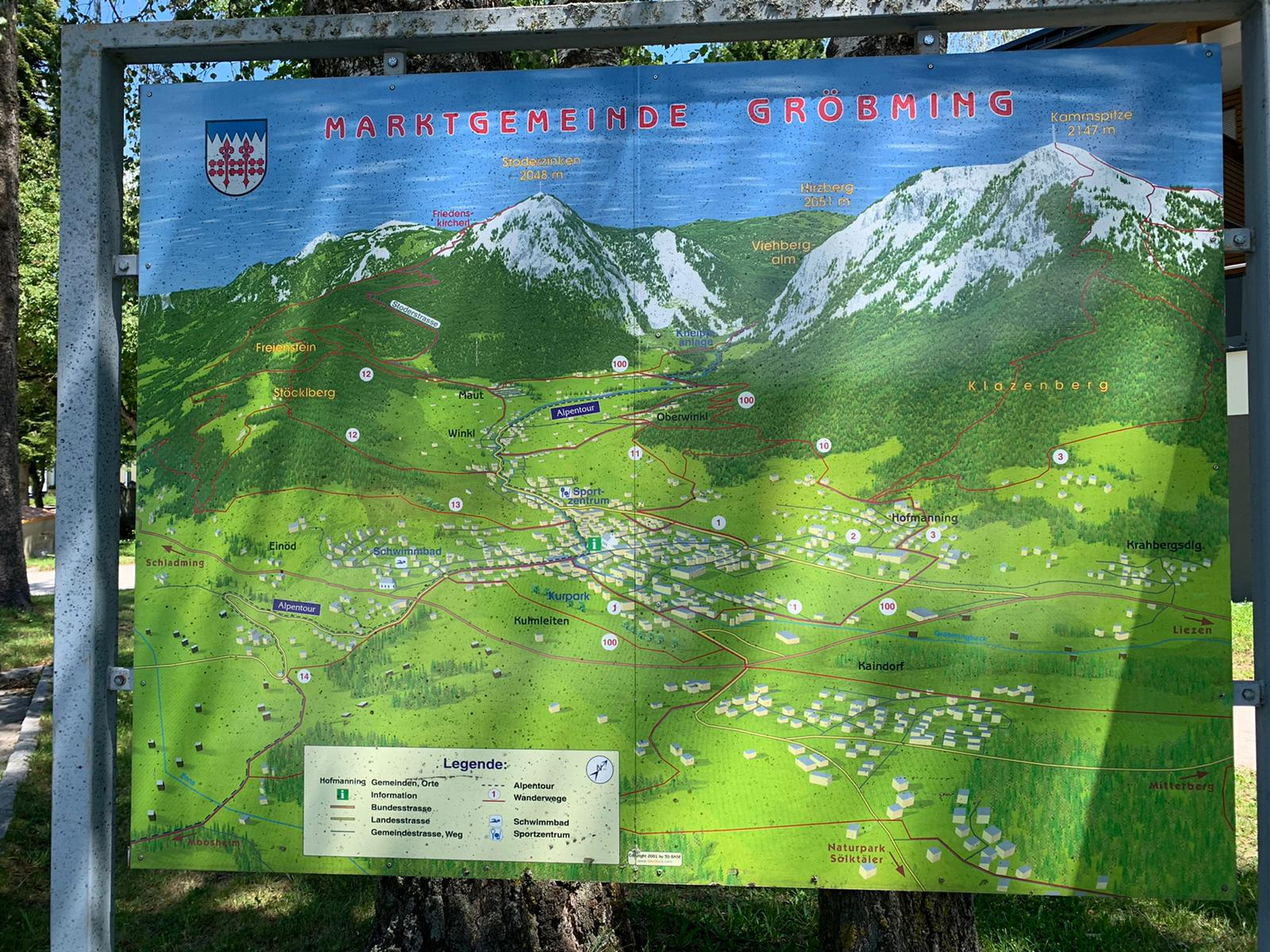
Eine längst veraltete Gemeindekarte im Kurpark

## Geografie
Gröbming liegt auf einer Anhöhe im Ennstal, am südöstlichen Dachsteinmassiv, dem Kemetgebirge, links der nach Osten fließenden Enns. Das Gemeindegebiet erstreckt sich den Gröbmingbach aufwärts hinauf bis zum Dachsteinplateau und zur oberösterreichischen Landesgrenze. Der Kulmleiten ist mit 811 m ein Hügel, der sich direkt an den Siedlungskern anschließt.

### Klima
|                        | Jan  | Feb  | Mär  | Apr  | Mai  | Jun  | Jul  | Aug  | Sep  | Okt  | Nov  | Dez  |   |      |
| Mittl. Temperatur (°C) | −3,8 | −2,2 | 2,0  | 6,8  | 11,9 | 14,9 | 16,8 | 16,0 | 11,9 | 7,0  | 1,4  | −3,0 | ⌀ | 6,7  |
| Mittl. Tagesmax. (°C)  | 1,3  | 3,8  | 8,4  | 13,7 | 18,7 | 21,5 | 23,6 | 22,7 | 18,8 | 13,8 | 6,4  | 1,3  | ⌀ | 12,9 |
| Mittl. Tagesmin. (°C)  | −7,3 | −6,1 | −2,2 | 1,6  | 6,0  | 9,5  | 11,4 | 11,0 | 7,4  | 2,9  | −1,7 | −6,0 | ⌀ | 2,2  |
|                        |      |      |      |      |      |      |      |      |      |      |      |      |   |      |
| Niederschlag (mm)      | 48   | 41   | 62   | 53   | 84   | 130  | 141  | 127  | 93   | 63   | 55   | 53   | Σ | 950  |
|                        |      |      |      |      |      |      |      |      |      |      |      |      |   |      |
| Luftfeuchtigkeit (%)   | 73,6 | 65,1 | 58,6 | 52,6 | 53,0 | 56,6 | 56,0 | 58,1 | 59,9 | 63,7 | 73,4 | 78,8 | ⌀ | 62,4 |

| −7,3 |

| −6,1 |

| −2,2 |

| 1,6 |

| 6,0 |

| 9,5 |

| 11,4 |

| 11,0 |

| 7,4 |

| 2,9 |

| −1,7 |

| −6,0 |

| −7,3 |

| −6,1 |

| −2,2 |

| 1,6 |

| 6,0 |

| 9,5 |

| 11,4 |

| 11,0 |

| 7,4 |

| 2,9 |

| −1,7 |

| −6,0 |

### Gemeindegliederung
Einzige Katastralgemeinde und Ortschaft ist Gröbming.
Zählsprengel sind Gröbming-Zentrum für den Hauptort und Gröbming-Umgebung, zu dem unter anderem die Dörfer Hofmanning, Klazenberg, Krahbergsiedlung, Oberwinkl, Thalhamm, Weyern und Winkl gehören. Da der Bezirk Liezen flächenmäßig der größte in Österreich ist, wurde für das obere Ennstal eine politische Expositur in Gröbming eingerichtet (Politische Expositur Gröbming).
Zuständiger Gerichtsbezirk ist Schladming.
Dörfer und Weiler sind Beihügel, Hofmanning, Klazenberg (Dorf), Mautdörfl, Oberhügeldorf, Oberwinkl, Öfen, Stoderzinken-Dorf, Thalhamm, Tischlmühle, Weyern und Winkl.
| Entwicklung | Entwicklung |
| Jahr        | Bevölkerung |
| ----------- | ----------- |
| 1869        | 932         |
| 1880        | 1 081       |
| 1890        | 1 097       |
| 1900        | 1 112       |
| 1910        | 1 114       |
| 1923        | 1 174       |
| 1934        | 1 117       |
| 1939        | 1 134       |
| 1949        | 1 655       |
| 1951        | 1 732       |
| 1961        | 1 759       |
| 1971        | 1 911       |
| 1981        | 2 061       |
| 1991        | 2 167       |
| 2002        | 2 512       |
| 2011        | 2 813       |
| 2016        | 2 846       |
| 2017        | 2 895       |
| 2019        | 3 013       |
| 2020        | 3 085       |
| 2021        | 3 117       |
| 2022        | 3 163       |
| 2025        | 3 202       |

### Nachbargemeinden
| Obertraun (Bez. Gmunden, OÖ) | Bad Aussee                                  | Bad Mitterndorf         |
| Haus                         | Kompassrose, die auf Nachbargemeinden zeigt | Mitterberg-Sankt Martin |
| Aich                         | Michaelerberg-Pruggern                      |                         |

## Geschichte
Als Zeugnis römischer Besiedlung ist ein Grabstein erhalten, welcher bislang in der katholischen Pfarrkirche aufbewahrt wurde, aktuell aber im Heimatmuseum ausgestellt ist. Des Weiteren gibt es archäologische Hinweise für den Bestand einer Villa Rustica am Schlossbühel, einer Auslagerung des Hochplateaus im Südosten des Ortes, welche in den 1970er Jahren von Walter Modrijan archäologisch untersucht wurde.
Von 700 bis 1000 besiedelten Slawen und Bajuwaren die Region. Mehrere Höfe wurden im 11. Jahrhundert erstmals urkundlich erwähnt. In der Zeit der Reformation war Gröbming evangelisch geprägt.
Das früheste Schriftzeugnis ist von 1139 und lautet „Grebin“. Der Name geht auf den slowenisch greben (Kamm, Grat) zurück.
Die Reformation setzte sich unter Duldung des Admonter Abtes Valentin Abel ab 1565 durch. Als erster lutherischer Pfarrer wurde 1570 der Bauernsohn Martin Schröffel eingesetzt. Um 1580 hatten 90 % der Bevölkerung das evangelische Bekenntnis angenommen. Im Februar 1599 wurde Martin Schröffel im Rahmen der Rekatholisierung der Gegenreformation gegen den entschiedenen Widerstand der Bevölkerung abgesetzt und vertrieben. Die Obrigkeit hatte den evangelischen Glauben verboten, und er konnte danach nur noch geheim als Kryptoprotestantismus ausgelebt werden. Entdeckte Ketzer wurden oftmals hart bestraft, so wurden 1629 Hanns Bartholomäus, Wilhelm und Benedictus von Moosheim samt ihren Frauen und Kindern des Landes verwiesen.
1680, als die Pest in der gesamten Steiermark wütete, war auch Gröbming stark davon betroffen. Die meisten Häuser standen entweder wegen einer Erkrankung und dem Tod der Besitzer leer, oder durch die Flucht der Bewohner leer. Man fand keine Zeit, all die Leichen einzugraben, weshalb man sie am Friedhof verfaulen ließ. Die Gottesdienste wurden zu dieser Zeit in einer Kapelle am Hügel Kulmleiten abgehalten. Auch eine Mariensäule, die in der Altstadt Gröbmings steht, erinnert an die Seuche.
Nach Erlass des Toleranzpatentes durch Kaiser Joseph II. 1781 bekannte sich vorerst niemand zum evangelischen Glauben, erst der Zuzug von Protestanten aus der Region ließ wieder eine von Schladming betreute Filialgemeinde entstehen, deren Gottesdienste in Bauernhäusern gefeiert wurden. Erst nach der Revolution 1848, die die volle Religionsfreiheit garantierte, erfolgte 1852 die Wiederbegründung der Pfarre Gröbming. Sie war damals die kleinste und ärmste Pfarrgemeinde der Steiermark und zählte 440 Gemeindeglieder. Erster Pfarrer wurde Josef Pultar, der der Gemeinde über die gesamte 2. Hälfte des 19. Jahrhunderts vorstand.
Als Gröbming im Zuge der Aufhebung der Grundherrschaften 1848/49 zur selbstständigen Marktgemeinde wurde, hatte es bereits seit längerem ein unverbrieftes Marktrecht besessen.
Während des Zweiten Weltkrieges nahm Gröbming 3000 Flüchtlinge auf und verköstigte diese, viele davon kamen aus dem Rheinlande.
1947 wurde der Gröbminger Pfarrer Leopold Achberger zum ersten Superintendenten der neu gegründeten Evangelischen Superintendentur A. B. Steiermark gewählt. Bis zur Verlegung nach Graz im Jahr 1951 befand sich sein Amtssitz in Gröbming.
1979 wurde eine Ortsumfahrung angelegt.
2021 wurde begonnen, ein von der Marktgemeinde Gröbming initiiertes Gewerbegebiet, das auch von den Gemeinden Mitterberg-Sankt Martin, Öblarn, Michaelerberg-Pruggern und Sölk unterstützt wird, zu bauen. Dadurch sollen 300 zusätzliche Arbeitsplätze geschaffen werden.
Im Frühjahr 2021 wurde außerdem eine Möglichkeit geschaffen, sich in der Kulturhalle einen kostenlosen Corona-Test machen zu lassen.

### Wappen
Wappenbeschreibung:
„Unter blauem Schildhaupt in Zahnschnitt im silbernem Feld pfahlweise zwei rote Lilienstäbe, deren Schäfte balkenförmig von zwölf roten Apostelkreuzen in zwei Reihen begleitet.“
Ein Gröbminger Wappen
findet sich bereits bei Schmutz 1822, dort zeigt es als Landschaftsbild eine Felsgruppe mit vereinzelten Fichtenbäumchen, davor eine Wiese mit quer durch den Schild fließendem Bach und ganz im Vordergrund zwei Häuschen.
Bei Widimsky 1864 zeigt es weiße (silberne) Grabsteine und Grabkreuze (anstelle Felsen und Fichten), einen weißen Weg (anstelle des Bachs), Kapelle und stockhohes Gebäude, weiß mit roten Dächern, alles auf grüner Wiese unter blauem Himmel.
Das heutige Wappen zeigt zwei Lilienstäbe als Zeichen der Rechtsgewalt, zwölf Kreuze für den Apostelaltar der katholischen Kirche, den Himmel und der Feld trennende Zahnschnitt dokumentiert die slawische Sprachwurzel greben des Ortsnamens und das Gebirge.
Das heutige Wappen erhielt die Marktgemeinde am 11. Juli 1994.

## Hauptort der Gemeinde
Hauptort der Gemeinde ist der Markt Gröbming.
Der Ort liegt auf einem Plateau über der Enns, begrenzt von der Kammspitze im Norden und dem Stoderzinken mit seinem Vorberg Kulm im Westen, auf um die 770 m ü. A. Höhe. Der Gröbmingbach wendet sich hier nordostwärts und bildet ein kleines Nebental der Enns, das zur Salza bei St. Martin leitet. Hausberg des Orts ist der Klapf Kulmleiten (811 m ü. A.) südöstlich. Zur Enns fällt eine Steilstufe ungefähr 100 Meter ab, sodass sich am Südende des Orts eine Passhöhe ergibt.
Die B 320 Ennstal Straße umfährt den Ort im Süden.
Der Ort umfasst knapp 400 Gebäude mit über 1.500 Einwohnern (Zählsprengel Gröbming-Zentrum), also die Hälfte der Gemeindebevölkerung.
| Hofmanning | Krahbergsiedlung                            | Neuhäusl (Gem. Mitterberg-Sankt Martin)              |
| Winkl      | Kompassrose, die auf Nachbargemeinden zeigt | ZirtingKaindorf (beide Gem. Mitterberg-Sankt Martin) |
| Einöd      | Thalhamm                                    |                                                      |

## Kultur und Sehenswürdigkeiten

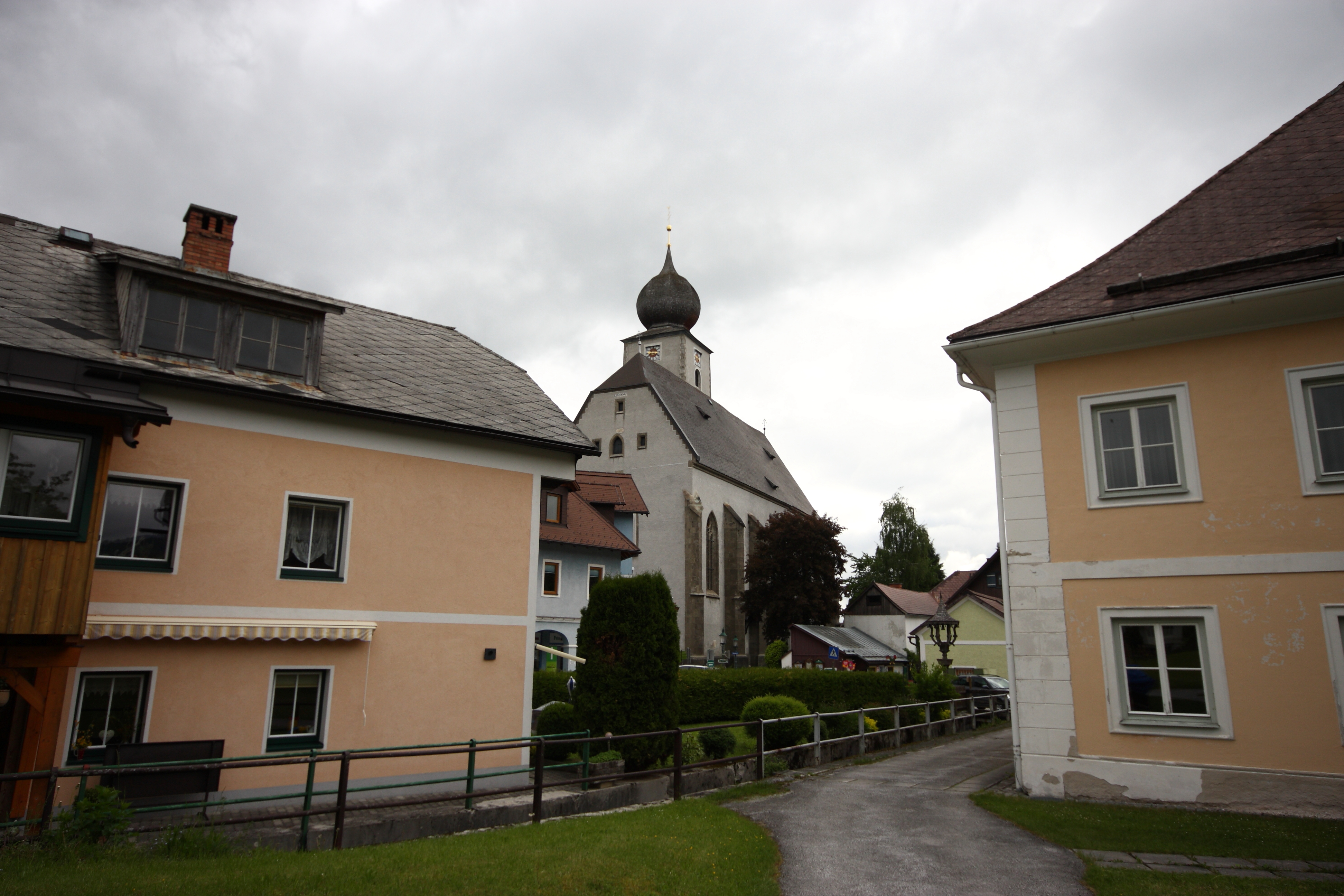
Katholische Pfarrkirche Gröbming

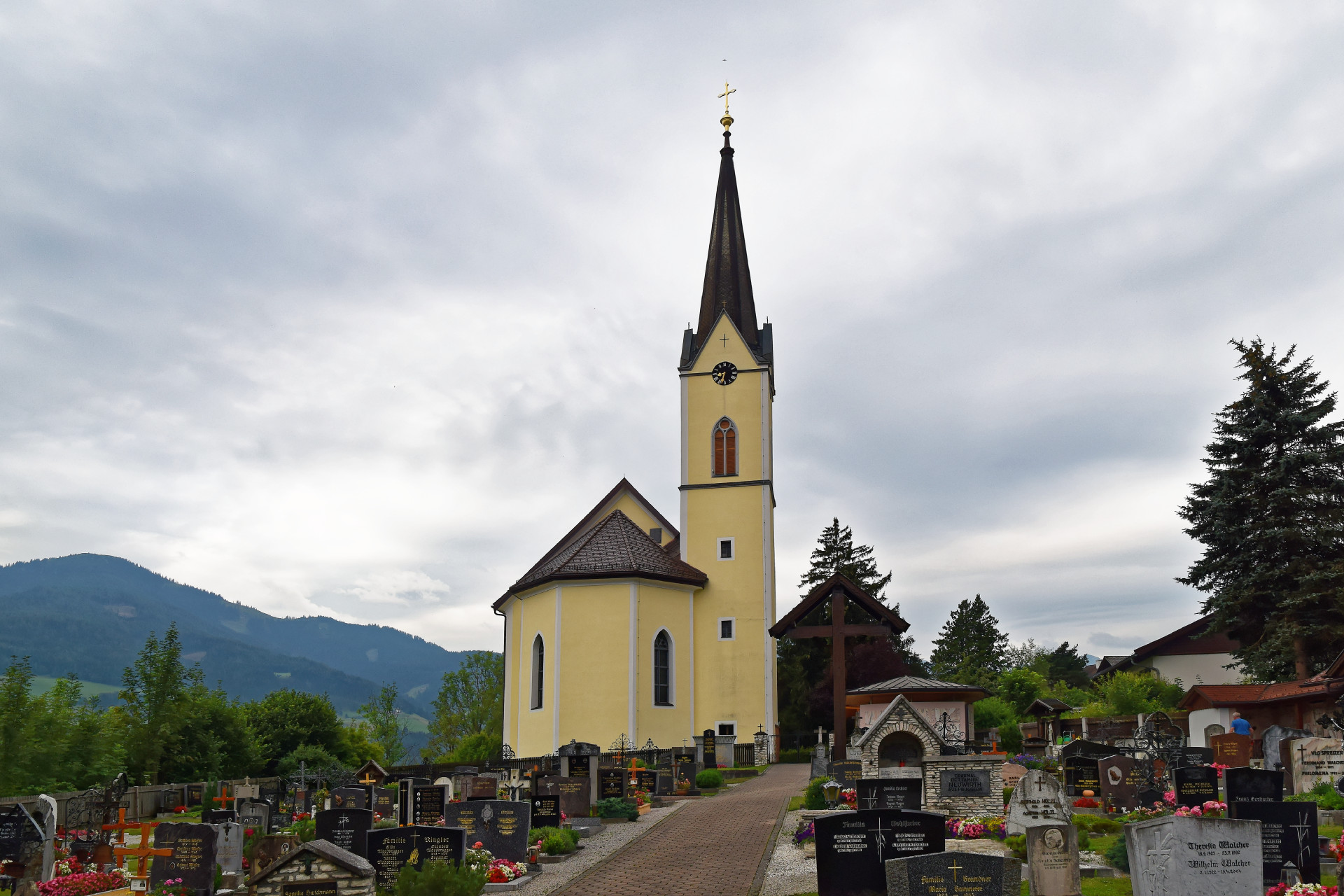
Evangelische Christuskirche Gröbming

- Katholische Pfarrkirche Gröbming: Die römisch-katholische Pfarrkirche Mariä Himmelfahrt besitzt einen gotischen Flügelaltar aus der Werkstatt von Lienhart Astl.
- Evangelische Christuskirche Gröbming: 1850 erbaut, älteste evangelische Kirche der Steiermark[15]
- Stoderkircherl: (auch Friedenskirche), das Stoderkircherl befindet sich am Stoderzinken
- Stoderzinken Alpenstraße: die Stoderzinken Alpenstraße ist die höchste Aussichtsstraße der Steiermark
- Kultur- und Sporthalle, in der (Sport-)Veranstaltungen stattfinden Die Kultur- und Sporthalle

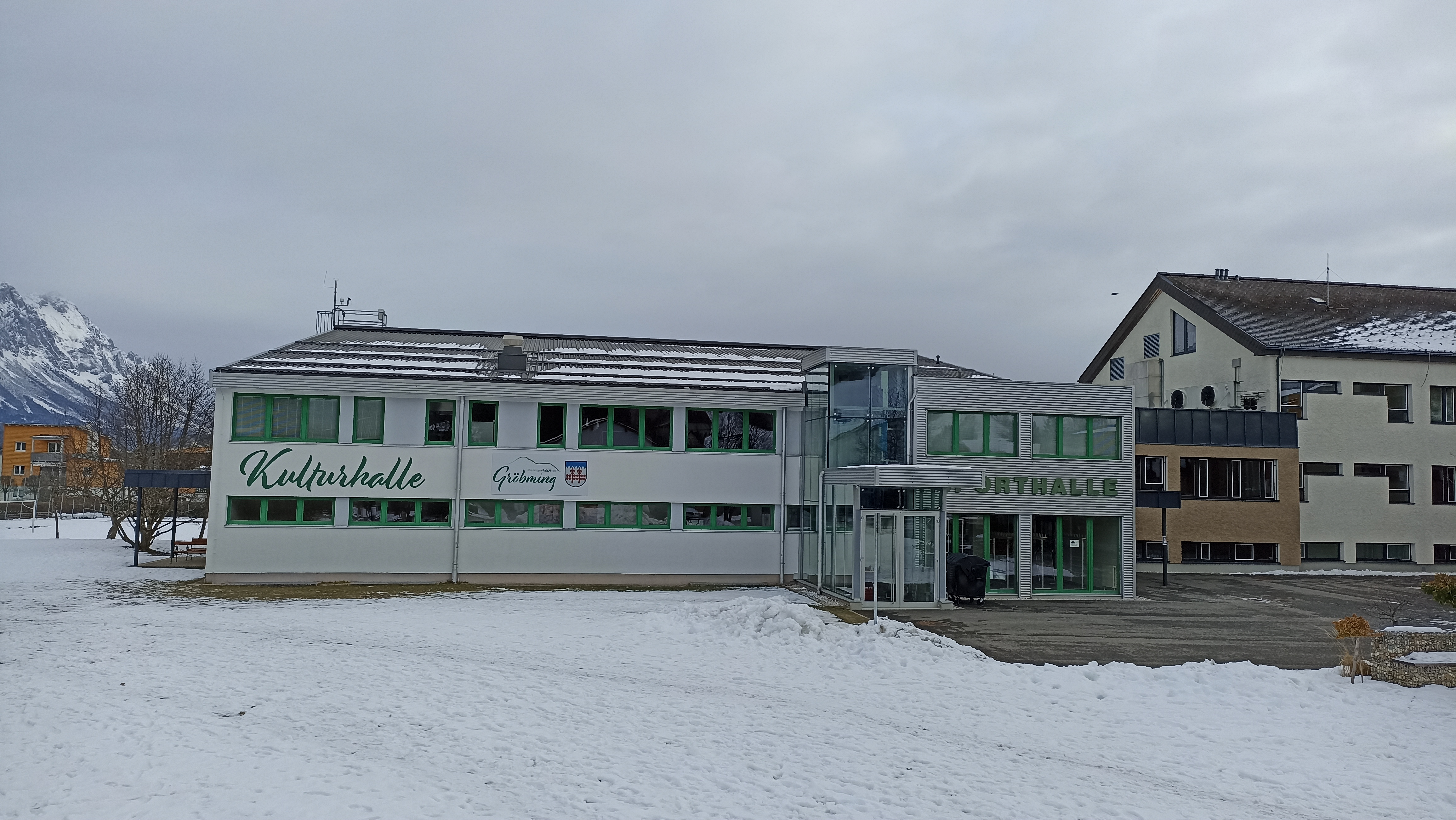
Die Kultur- und Sporthalle

- Kurpark Gröbming: Park mit Gradieranlage, Barfußweg, Minigolfplatz, Restaurant, kleinem Teich und Denkmal des Kneippvereins Gröbming

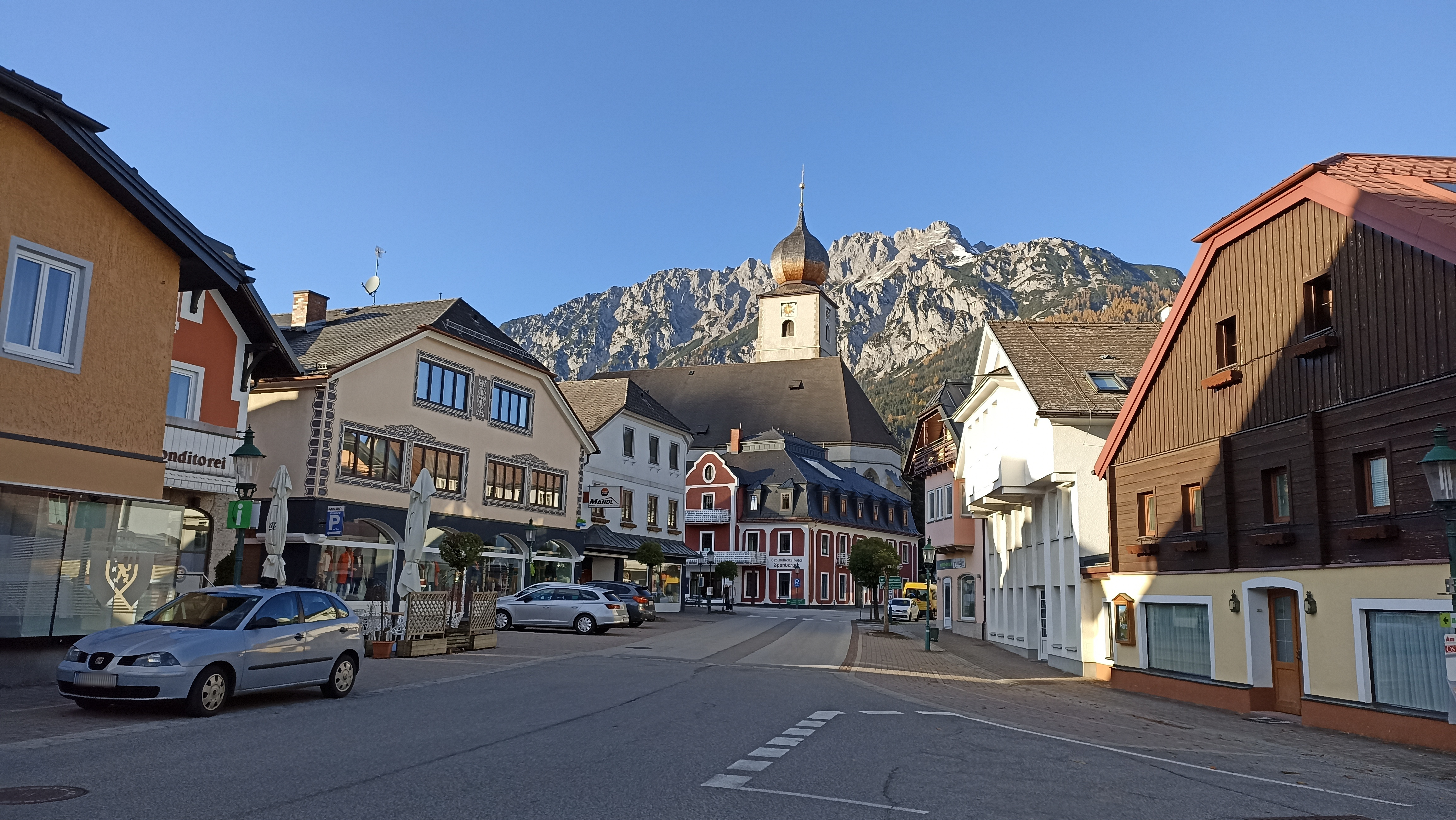
Gröbminger Altstadt

- Gröbminger AltstadtKleine Altstadt von Gröbming mit Marktbürgerhäusern und Geschäften
- Heimatmuseum Gröbming: Das Museum zeigt die Siedlungs- und Kirchengeschichte, den Weg der Bauern in die Freiheit, die Gründung der Käserei, den Aufbau des Schulwesens sowie die Geschichte des Handwerkslebens und der Marktbürgerschaft.

### Regelmäßige Veranstaltungen

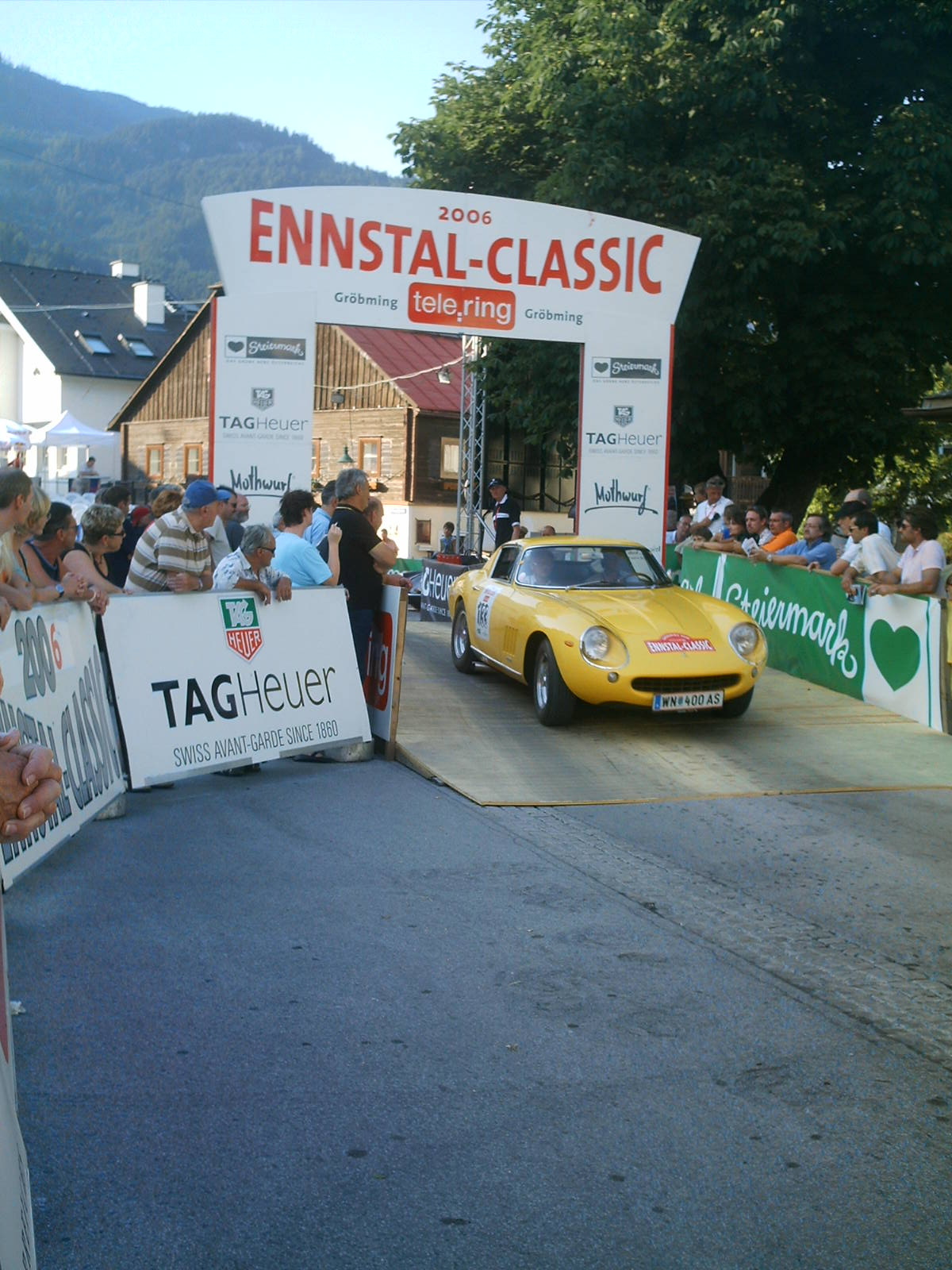
Start der Ennstal-Classic

- Ennstal-Classic: Die Ennstal-Classic ist eine der bekanntesten Oldtimer-Rallyes in Österreich und findet jedes Jahr im Sommer statt.
- Planai-Classic: Alljährliche Tochterveranstaltung der Ennstal-Classic für Oldtimer im Winter.
- Tag der lautlosen Freiheit[16]: Elektro-Fahrzeug Veranstaltung, findet jedes Jahr im Sommer statt.
- Altsteirer Kirtag[17]
- Seifenkisten Grand Prix von Gröbming[18]
- Wunschkonzert der Trachtenkapelle Gröbming

## Wirtschaft und Infrastruktur
Gröbming ist ein heilklimatischer Kurort in der Urlaubsregion Schladming-Dachstein. Die Region besteht aus sieben Urlaubszentren, zu denen das Gröbminger Land zugehört.
Am Stoderzinken befand sich bis 2018 ein kleines Skigebiet, das 2021 mit einer Piste wieder geöffnet wurde.
Das ab 2021 errichtete interkommunale Gewerbegebiet (von 5 Gemeinden der Kleinregion Gröbming) im Osten der Gemeinde mit strengen Auflagen für die Interessenten erhielt 2023 den Preis Energy Globe Styria.
Die Gemeinde bildet gemeinsam mit Michaelerberg-Pruggern und Mitterberg-St. Martin den Tourismusverband Gröbminger Land. Dessen Sitz ist in Gröbming.

## Politik

### Gemeinderat
Der Gemeinderat zählt seit 2020 21 Mitglieder.
- Mit den Gemeinderatswahlen 1990 hatte der Gemeinderat folgende Verteilung: 9 ÖVP, 3 FPÖ und 3 SPÖ.[22] (15 Mitglieder)
- Mit den Gemeinderatswahlen 1995 hatte der Gemeinderat folgende Verteilung: 8 ÖVP, 4 FPÖ und 3 SPÖ.[23] (15 Mitglieder)
- Mit den Gemeinderatswahlen 2000 hatte der Gemeinderat folgende Verteilung: 9 ÖVP, 3 FPÖ und 3 SPÖ.[24] (15 Mitglieder)
- Mit den Gemeinderatswahlen 2005 hatte der Gemeinderat folgende Verteilung: 7 ÖVP, 4 SPÖ und 4 FPÖ.[25] (15 Mitglieder)
- Mit den Gemeinderatswahlen 2010 hatte der Gemeinderat folgende Verteilung: 6 ÖVP, 5 FPÖ und 4 SPÖ.[26] (15 Mitglieder)
- Mit den Gemeinderatswahlen 2015 hatte der Gemeinderat folgende Verteilung: 8 SPÖ, 6 ÖVP und 1 FPÖ.[27] (15 Mitglieder)
- Mit den Gemeinderatswahlen 2020 hat der Gemeinderat folgende Verteilung: 13 SPÖ, 6 ÖVP und 2 FPÖ.[28] (21 Mitglieder)
- Mit den Gemeinderatswahlen 2025 hat der Gemeinderat folgende Verteilung: 11 SPÖ, 4 ÖVP, 4 FPÖ und 2 ZGB.[29] (21 Mitglieder)

### Politische Parteien
Lange Zeit bestand der Großteil des Gemeinderates aus Mitgliedern der Österreichischen Volkspartei, die sich zu den Gemeinderatswahlen 2020 in „Neue Volkspartei Gröbming“ umbenannte. 2007 wurde mit dem ersten sozialdemokratischen Bürgermeister ein Grundstein für den Aufschwung der SPÖ gelegt. Bei den Gemeinderatswahlen 2015 gewannen die Sozialdemokraten ihre erste Wahl – 2020 erreichten sie dann eine absolute Mehrheit. Die Ziele der SPÖ und der dazugehörigen Organisation Dahoam in Gröbming (Daheim in Gröbming) sind vor allem Wohnraum, aber auch die Förderung der Wirtschaft mit dem Gewerbegebiet und Sozialleistungen mit dem Neubau eines Kindergartens.

### Bürgermeister
1849–1858: Martin Mayr
1859–1867: Ignaz Koller
1868–1870: Johann Miller
1871–1876: Josef Fournier
1877–1879: Franz Mandl
1880–1883: Josef Fournier
1884–1892: Heinrich Maller
1893–1897: Karl Rappl
1898–1906: Alexander Winkler
1907–1911: Josef Schlömicher
1912–1916: Franz Thoma
1916–1938: Irimbert Putz
1938: Josef Mölzer und Notar Wilhelm Sassarek (beide Amtswalter)
1939–1945: Hans Peyrer (NSDAP)
1945–1946: Karl Rappl
1946–1949: Max Reiter
1949–1955: Julius Steiner
1955–1972: Josef Rosian (FPÖ)
1973–1987: Alois Mandl
1987–1992: Hartwig Steiner (ÖVP)
1992–2005: Johanna Gruber (ÖVP)
2005–2007: Manfred Pichler (FPÖ)
2007–2018: Alois Guggi (SPÖ)
seit 2018: Thomas Reingruber (SPÖ)

## Persönlichkeiten

### Ehrenbürger der Gemeinde (Auswahl)
- 1929: Josef Habersatter (1860–1929), Bürgermeister von Radstadt 1897–1900[32][33]
- 1962: Hans Pirchegger (1875–1973), Historiker[34]
- 2016: Natalija Eder (* 1980), paralympische Leichtathletin
- 2021: Erwin Haas (* 1961), 15 Jahre lang Gemeinderat in Gröbming

### Söhne und Töchter der Gemeinde
- Franz Xaver Mayr (1875–1965), Kurarzt
- Rudolf Forster (1884–1968), Bühnen- und Filmschauspieler
- Otto Chmel (1885–1964), Musikpädagoge und Musikkritiker
- Franz Thoma (1886–1966), Politiker (Landbund, später ÖVP), 1952–59 Bundesminister für Land und Forstwirtschaft
- Hildegunde Piza-Katzer (* 1941), Chirurgin
- Walter Thorwartl (* 1947), Schriftsteller

### Bürger und Personen mit Bezug zur Gemeinde
- Leopold Achberger (1903–1994), Superintendent der Evangelischen Superintendentur A. B. Steiermark 1947–1969
- Constantin Keller (1778–1864), Ordensgeistlicher, Lehrer und Pomologe
- Catalina Molina (* 1984), Filmregisseurin und Drehbuchautorin, verbrachte ihre Kindheit und Jugend in Gröbming
- Josef Pommer (1845–1918), Volkslied-Forscher und Politiker
- Franz Wamprechtsamer (1873–1956), Mitbegründer der 1. Bauernschule Österreichs, Oberlehrer an der Volksschule Gröbming
- Emil von Horstig (1845–1931), Unternehmer und Bergbau- und Dachsteingebirge-Erschliessungs-Pionier